# Nicki Minaj
Onika Tanya Maraj, més coneguda pel nom artístic de Nicki Minaj (Port-of-Spain, Trinitat i Tobago, 8 de desembre de 1982), és una productora musical i cantant de rap i hip-hop estatunidenca d'origen trinitari. És coneguda per haver treballat amb artistes de renom com Britney Spears, Madonna, David Guetta o Chris Brown, entre d'altres. Ha publicat 5 àlbums: Pink Friday, Pink Friday...Roman Reloaded, Pink Friday...Roman Reloaded The Re-Up, The Pinkprint i Queen.

## Biografia

### Joventut (1982-2009)
La seva infancia no va ser gens fàcil. El seu pare era alcohòlic, drogoaddicte, i una vegada va intentar matar a la seva mare incendiant la casa. Va tocar el clarinet a l'Elizabeth Blackwell Middle School 210; es va graduar a LaGuardia High School, que estava especialitzada en la música i les arts visuals. Va treballar un temps al restaurant Red Lobster al Bronx, Nova York.
L'abril de 2007 va treure el seu primer mixtape: Playtime is over, en la portada del qual apareix com una nina Barbie. En aquest àlbum hi col·laboren cantants com Lil Wayne, en la cançó "Can't stop, Won't stop". El 2008 va treure el mixtape Sucka Free. Va aparèixer a l'edició de juliol de la revista XXL, explicant breument la seva vida fins aleshores. Més tard, va guanyar el premi d'Artista Femenina de l'Any als Underground Music Awards. El 2009 va llançar un altre mixtape: Beam Me Up Scotty. Va aparèixer a l'àlbum de Jeffree Star, Beauty Killer, amb el tema "Lollipop Luxury".

### 2010: Pink Fridayi l'ascens a la fama (2010-2011)
Aquest àlbum va ser llançat el 19 de novembre del 2010. L'agost va sortir el seu primer senzill de l'àlbum: Your Love. Va aconseguir posicionar-se en el 14è lloc al Billboard Hot 100, en el 7è al Hot R&B/Hip-Hop Songs, i al 1r a la taula de cançons del Rap Songs. Es va convertir en la primera artista femenina, no acompanyada, de la part superior dels gràfics del 2002. El 2010, es va convertir en la primera artista a tenir alhora set cançons al Billboard Hot 100.
El 22 de maig del 2011 va participar en el lliurament anual dels premis "Billboard Music Awards", en la qual va interpretar el senzill "Super bass", amb un seguit de ballarines vestides amb el seu estil. Segons Nielsen SoundScan, Pink Friday va vendre més d'1.815.000 còpies als Estats Units, convertint-se en el tercer àlbum més venut per una artista femenina de hip-hop a la història del país, per darrere de Lauryn Hill i Missy Elliott.

### 2012: Roman Reloadedi tour internacional
La cantant va anunciar el llançament del seu segon àlbum, Pink Friday:Roman Reloaded, a finals del 2011, tot i que no sortiria en venda fins al dia de Sant Valentí, tal com va anunciar al seu Twitter i a la seva pàgina oficial. Posteriorment, va anunciar que la data de llançament s'ajornava fins al 3 d'abril de 2012. Els primers dos senzills van sortir a la venda el desembre del 2011, titulats Roman in Moscow i Stupid Hoe. Roman Holiday es va publicar coincidint amb els lliuraments dels Grammy el febrer del 2012 i més tard, el seu primer senzill oficial Starships.

### 2020
El dia 1 de Maig Doja Cat va estrenar una nova versió del seu èxit Say So, que comptava també amb la participació de Nicki Minaj. Say So Remix es va convertir en el primer senzill de Nicki Minaj en arribar al número 1 del Hot 100 El 12 de Juny va estrenar Trollz, una col·laboració amb 6ix9ine que es convertiria en el segon número 1 als Estats Units per a ella.

## Estil musical i imatge
Lil' Kim va declarar que Nicki Minaj va copiar la seva imatge, afegint que el seu estil canviava molt ràpid a causa de la seva inseguretat i falta d'autoestima. Kim va aludir a Nicki Minaj en un concert a l'estiu del 2010, ficant-se una perruca igual a la que portava Nicki Minaj en la portada de la revista Vibe. En conseqüència, Nicki Minaj va fer un seguit de declaracions referides a Lil' Kim. En resposta a aquestes declaracions, Lil' Kim va treure la cançó Black Friday. La cantant també ha estat comparada amb Lady Gaga per la seva forma de vestir.

## Vida personal
Nicki, durant la seva infància, va estar envoltada de problemes, que incloïen la lluita constant entre els seus pares. Ella mateixa es creava personatges i vivia la vida a través d'ells; aquesta era una forma d'escapar dels seus problemes: "per a allunyar-me de tots els seus combats, m'imaginava com una persona nova. "Cookie" era la meva primera identitat, que es va quedar amb mi per un temps. Vaig ser una "Harajuku Barbie", i després, "Nicki Minaj". La fantasia era la meva realitat"; això és el que va declarar la cantant en una entrevista a Nova York.
Pel seu àlbum debut, Nicki va crear un altre personatge, "Roman Zolanski". Diu que en cançons com Bottoms Up no era Nicki Minaj qui rapejava, sinó Zolanski. Afirma que "Roman" és el seu germà bessó. Roman ha sigut comparat amb Eminem, ja que en la cançó "Roman's Revenge" de Pink Friday, Minaj i Eminem col·laboren.
El gener del 2014 va anunciar que estava embarassada de dos mesos del seu primer fill i que naixeria a l'agost d'aquell mateix any.

## Discografia

### Àlbums d'estudi
- 2010: Pink Friday
- 2011: Pink Friday: Roman Reloaded
- 2012: Pink Friday: Roman Reloaded The Re-up
- 2014: The Pinkprint
- 2018: Queen
- 2023: Pink Friday 2

### Mixtapes
- 2007: Playtime Is Over (host per DJ Big Mike & Dirty Money Records)
- 2008: Sucka Free (host per Lil' Wayne)
- 2009: Beam Me Up Scotty (host per DJ Holiday & Trapaholics)

### Senzills
- Massive Attack (amb Sean Garrett)
- Your Love
- Check It Out (amb Will.i.am)
- Right Thru Me
- Moment 4 Life (amb Drake)
- Did It On'em
- Super Bass
- Girls Fall Like Dominoes
- Fly (amb Rihanna)
- Starships
- Right by My Side (amb Chris Brown)
- Pound The Alarm
- Va Va Voom
- The Boys (amb Cassie)
- Freedom
- High School (amb Lil Wayne)
- Pills N Potions
- Bang Bang (amb Jessie J i Ariana Grande)
- Anaconda
- Only (amb Drake, Lil Wayne i Chris Brown)
- Bed of Lies (amb Skylar Grey)
- Truffle Butter (amb Drake i Lil Wayne)
- The Night Is Still Young
- Trini Dem Girls (amb LunchMoney Lewis)
- Make Love (amb Gucci Mane)
- Changed It (amb Lil Wayne)
- No Frauds (amb Drake i Lil Wayne)
- Regret In Your Tears
- MotorSport (amb Migos i Cardi B)
- Barbie Tingz
- Chun-Li
- Rich Sex (feat. Lil Wayne)
- Bed (feat. Ariana Grande)

### Col·laboracions
- Up Out My Face (de Mariah Carey)
- My Chick Bad (de Ludacris)
- Lil Freak (d'Usher)
- Get It All (de Sean Garrett)
- Knockout (de Lil Wayne)
- Woohoo (de Christina Aguilera)
- Bottoms Up (de Trey Songz)
- 2012 (It Ain't the End) (de Jay Sean)
- Letting Go (Dutty Love) (de Sean Kingston)
- Monster (Kayne West) (de Kayne West)
- I Ain't Thru (de Keyshia Cole)
- Raining Men (de Rihanna)
- The Creep (de The Lonely Island)
- A$$ (de Big Sean)
- Till the World Ends (The Femme Fatale Remix) (Britney Spears, amb Nicki Minaj i Kesha)
- Where Them Girls At (de David Guetta)
- Fireball (de Willow Smith)
- Y.U. Mad (de Birdman, amb Nicki Minaj i Lil Wayne)
- Turn Me On (de David Guetta)
- Give Me All Your Luvin' (de Madonna, amb Nicki Minaj i M.I.A.)
- Beauty and a Beat (de Justin Bieber)
- Out of My Mind (de B.o.B)
- Freaks (de French Montana)
- Tonight I'm Getting Over You (Remix) (de Carly Rae Jepsen)
- I'm Out (de Ciara)
- Twerk It (de Busta Rhymes)
- Get Like Me (de Nelly, amb Nicki Minaj i Pharrell)
- Love More (de Chris Brown)
- Clappers (de Wale, amb Nicki Minaj i Juicy J)
- Lookin Ass (de Young Money)
- She Came to Give It to You (d'Usher)
- Flawless (Remix) (de Beyoncé)
- Touchin, Lovin (de Trey Songz)
- Throw Sum Mo (de Rae Sremmurd, amb Nicki Minaj i Young Thug)
- Bitch I'm Madonna (de Madonna)
- Back Together (de Robin Thicke)
- Down in the DM (Remix) (de Yo Gotti)
- No Broken Hearts (de Bebe Rexha)
- Don't Hurt Me (de DJ Mustard, amb Nicki Minaj i Jeremih)
- Side to Side (d'Ariana Grande)
- Run Up (de Major Lazer, amb Nicki Minaj i PartyNextDoor)
- Swalla (de Jason Derulo, amb Nicki Minaj i Ty Dolla Sign)
- Light My Body Up (de David Guetta, amb Nicki Minaj i Lil Wayne)
- Kissing Strangers (de DNCE)
- Swish Swish (de Katy Perry)
- Rake It Up (de Yo Gotti, amb Nicki Minaj i Mike Will Made It)
- You da Baddest (de Future)
- You Already Know (de Fergie)

## Gires

### Principals
- 2010: Pink Friday Tour
- 2012: Pink Friday Tour
- 2019: Nicki WRLD Tour

### Actes d'apertura
- 2008-2009: I Am Music Tour (de Lil Wayne)
- 2009: America's Most Wanted Tour
- 2011: Femme Fatale Tour (de Britney Spears)

## Premis i nominacions
- 2008 Underground Music Awards

Female Artist of the Year
- 2010 BET Awards

Best Female Hip-Hop Artist
Best New Artist
Best Group (Young Money)
Best New Artist (Young Money) - (nominada)
Viewer's Choice: "BedRock" (Young Money feat. Lloyd) (nominada)
- 2010 Teen Choice Awards

Choice Breakout Artist - Female (nominada)
- 2010 MTV Video Music Awards

Best New Artist: "Massive Attack" (feat. Sean Garrett) (nominada)
- 2010 BET Hip Hop Awards

Rookie of the Year
Made You Look
People's Champ
Hustler of the Year (Va perdre)
Lyricist of the Year (Va perdre)
- 2010 MOBO Awards

Best International Act (nominada)
- 2011 MTV Video Music Awards

Best Hip Hop video: "Super Bass"
- 2011 American Music Awards

Best Hip Hop Rap Artist
Best Hip Hop Rap Album: "Pink Friday"
- 2012 Grammy Awards

Best New Artist (nominada)
Best Rap Performance "Moment 4 life" (feat. Drake) (nominada)
Best Rap Album "Pink Friday" (nominada)